# Severino Álvarez Menéndez
Severino Álvarez Menéndez, O.P. (Roces, Gijón, Asturias, 10 de julio de 1909-Ávila, 15 de octubre de 1979) fue un canonista, juez y profesor universitario español.

## Biografía
Nació en la localidad asturiana de Roces, en el concejo de Gijón. Tras realizar sus estudios de latinidad en el colegio dominico de Mejorada, en Olmedo (Valladolid), ingresó en el convento de santo Tomás (Ávila), donde además de hacer el noviciado y la profesión religiosa, comenzó sus estudios en Filosofía y Teología (1925-1929). Trasladado a Roma, obtuvo la licenciatura en Derecho Canónico y el Doctorado en Teología en la Universidad Pontificia de Santo Tomás de Aquino (Angelicum).
En 1935 fue enviado a Hong Kong, para trabajar como profesor de Derecho Canónico en el Estudio General de los Dominicos. Poco después fue trasladado a la Universidad de Santo Tomás de Manila (1936), donde concluyó sus estudios en Derecho Canónico, obteniendo el doctorado (1937). Posteriormente, se incorporó al claustro de dicha Universidad, donde impartió la docencia en Derecho Canónico, a la vez que trabajaba en el tribunal eclesiástico de Manila. De regreso a Roma, continuó su docencia en la Facultad de Derecho Canónico en el Angelicum (1939), donde fue decano durante dieciocho años 1949-1968).
Álvarez Ménendez dirigió la tesis doctoral de Rafael Bello Ruíz, que llegaría a ser el primer Arzobispo de Acapulco (México), y fue profesor de Derecho canónico de Álvaro del Portillo, José María Hernández Garnica y José Luis Múzquiz —los tres primeros miembros del Opus Dei— que se ordenaron el 24 de junio de 1944.
En sus escritos, Severino Álvarez aborda diversos temas: el realismo jurídico; la unidad indisoluble del ámbito jurídico con el ámbito moral, subordinando los órganos legislativos positivos al realismo jurídico moral; la primacía del iusnaturalismo en el realismo jurídico, superando cualquier tipo de positivismo y de historicismo; y la importancia de la finalidad del derecho-norma (consecución del bien común real y concreto). Para Álvarez Menéndez, el derecho canónico debe conseguir un justo equilibrio entre el elemento natural y el elemento sobrenatural; primando los elementos jurídicos evangélicos o divinos positivos. Por ello, la justicia en la Iglesia debe estar imbuida de caridad y de misericordia.
Fue miembro de la Comisión Pontificia de la Sagrada Congregación de Sacramentos; consejero del Tribunal Supremo de la Signatura Apostólica; abogado-defensor del vínculo en el Tribunal de la Rota Romana;  miembro de la Comisión Pontificia para la revisión del Código de Derecho Canónico (nombrado antes del Concilio Vaticano II); Juez posinodal del Vicariato de Roma (1941). 
Colaboró con diversas publicaciones sobre temática jurídico-canónica en diversas publicaciones científicas: Revista Española de Derecho Canónico, Angelicum, Ciencia Tomista, Boletín Eclesiástico de Filipinas, Ius Pontificium; Sacra Doctrina; Vida religiosa; Contemporánea, entre otras.
Falleció en el convento de Santo Tomás de Ávila, en la madrugada del 15 de octubre de 1979, de un cáncer del que había sido diagnosticado dos años antes. Ese día cumplía 54 años de vida religiosa.